# Lijst van Vlaamse bands
Hieronder staat een alfabetische lijst van Vlaamse bands met een artikel op de Nederlandstalige Wikipedia.

## 0-9
2 Fabiola -
2 Unlimited -
IIII

## A
A Brand -
Absynthe Minded -
Acid -
Addicted Kru Sound -
Admiral Freebee -
AedO -
After All -
Aimless Device -
Aka Moon -
Aksak Maboul -
Ambrozijn -
Amorroma -
Ancient Rites -
Andes -
Arbeid Adelt! -
Arid -
Arkangel -
Arkham -
Arsenal -
Axamenta

## B
Balthazar -
Bazart -
Belgian Asociality -
The Bet -
Biezebaaze -
Black Box Revelation -
BLUAI -
Blunt -
Bolchi -
Buscemi -
Buurman

## C
.calibre -
Camden -
Candy -
Channel Zero -
Clouseau -
Compact Disk Dummies -
Confetti's -
Cos -
The Cousins -
Customs

## D
DAAN -
DAAU -
Das Pop -
Dead Man Ray -
dEUS -
DHT -
Diablo Blvd -
The Dinky Toys -
Douglas Firs

## E
de Elegasten -
EmBRUN -
The Employees -
Equal Idiots  -
Evil Superstars

## F
Fixkes -
Flatcat -
Front 242

## G
Geppetto & The Whales -
Gestalt -
Get Ready! -
Ghost Rockers –
Good Shape -
Goose -
Gorki -
GÖZE

## H
The Haunted Youth -
The Hickey Underworld -
High Hi -
't Hof van Commerce -
Hooverphonic

## I
Intergalactic Lovers

## J
Janez Detd. -
John Woolley and Just Born -
Johnny Berlin

## K
K's Choice -
K3 -
Kadril -
Kalinka Ensemble -
Kapitan Korsakov -
Katastroof -
Kenji Minogue -
Ketnetband -
Kids With Buns -
The Kids -
Kiss My Jazz -
't Kliekske -
Kloot Per W -
Kommil Foo -
De Kreuners

## L
Laïs -
Lasgo -
Lavvi Ebbel -
Dr. Lektroluv -
Lemon -
Leopold 3 -
Les Truttes -
Luna Twist

## M
Madou -
Magister -
Mama's Jasje -
De Mens -
Metal Molly -
Milk Inc. -
Millionaire -
Mint -
Mintzkov -
Monza -
Moondog Jr. -
Morda -
Mozaïek

## N
Nacht und Nebel -
Nailpin -
Naragonia -
The Neon Judgement -
De Nieuwe Snaar -
Noordkaap -
Novastar

## O
Octopus -
Olla Vogala -
Opium -
Oscar and the Wolf -
Ozark Henry

## P
The Pebbles -
Portland -
Praga Khan

## R
The Radios -
Red Zebra -
The Romans -
De Romeo's -
Rum -
Rumplestitchkin

## S
The Scabs -
School is Cool -
Sengir -
The Setup -
Sioen -
Snakes in Exile -
Sois Belle -
The Sore Losers -
Soulsister -
Soulwax -
Spring -
Staircase -
Stash -
Steak Number Eight -
De Strangers -
The Subs -
Sylver

## T
El Tattoo del Tigre -
T.C. Matic -
Technotronic -
Telex -
Touch of Joy -
Tref -
Triggerfinger -
Troissoeur -
Twee Belgen

## U
Univers Zero -
Urban Trad

## V
de Vaganten -
The Van Jets -
Vaya Con Dios -
Venus in Flames -
Vermin Twins -
Vive la Fête -
Voice Male

## W
Wallace Collection -
Wallace Vanborn -
Warhaus -
Wawadadakwa -
Wizards of Ooze -
Won Ton Ton

## X
X-Session -
X!NK

## Y
Yevgueni

## Z
Zap Mama -
Ze Noiz -
Zita Swoon -
Zornik